# Frühreife
Frühreif wird eine Person genannt, die ein wesentliches Entwicklungsstadium, bedingt durch besondere Unterstützung bei der Entwicklung von Fähigkeiten oder anlagebedingt, besonders rasch durchläuft bzw. durchlaufen hat.
Einerseits kann sich Frühreife in Form besonderer Begabung auswirken, etwa bei „Wunderkindern“ in den Bereichen Musik und Kunst, Mathematik oder Sprachbegabung, andererseits als Auffälligkeit im Sozialverhalten – z. B. bei sexueller Frühreife oder einer abgeklärt wirkenden, den Erwachsenen nachgebildeten altklugen Sprechweise und Ähnlichem.
Sigmund Freud beschrieb sein Verständnis des Begriffs der Frühreife in seinen Drei Abhandlungen zur Sexualtheorie:

„Ein solches Moment ist die spontane sexuelle Frühreife, die wenigstens in der Ätiologie der Neurosen mit Sicherheit nachweisbar ist, wenngleich sie so wenig wie andere Momente für sich allein zur Verursachung hinreicht. Sie äußert sich in Durchbrechung, Verkürzung oder Aufhebung der infantilen Latenzzeit und wird zur Ursache von Störungen, indem sie Sexualäußerungen veranlaßt, die einerseits wegen des unfertigen Zustandes der Sexualhemmungen, andererseits infolge des unentwickelten Genitalsystems nur den Charakter von Perversionen an sich tragen können. Diese Perversionsneigungen mögen sich nun als solche erhalten oder nach eingetretenen Verdrängungen zu Triebkräften neurotischer Symptome werden; auf alle Fälle erschwert die sexuelle Frühreife die wünschenswerte spätere Beherrschung des Sexualtriebes durch die höheren seelischen Instanzen und steigert den zwangartigen Charakter, den die psychischen Vertretungen des Triebes ohnedies in Anspruch nehmen. Die sexuelle Frühreife geht häufig vorzeitiger intellektueller Entwicklung parallel; als solche findet sie sich in der Kindheitsgeschichte der bedeutendsten und leistungsfähigsten Individuen; sie scheint dann nicht ebenso pathogen zu wirken, wie wenn sie isoliert auftritt.“

In der Kunst gibt es vereinzelt Sonderpreise für ungewöhnlich früh entwickelte Talente, beispielsweise beim Kabarett-Wettbewerb des Prix Pantheon die Kategorien „Frühreif und Verdorben“.
Die krankhafte Frühreife der äußeren Geschlechtsmerkmale (Pubertas praecox) beruht auf organischen Ursachen, etwa Störungen im Hormonhaushalt.
In der Natur gibt es frühreife Phänomene etwa bei der Fruchtbildung (z. B. von Bäumen, wenn sich die Umweltbedingungen verschlechtern und der Baum verfrühte Samen bildet) oder bei speziellen Kreuzungen, die auch bei manchen Züchtungen herbeigeführt werden – z. B. bei besonderen Geschmacksbildungen von Weinreben oder bei der Zucht von Haustieren.
Als frühreifend wird hingegen der natürliche Vorgang insbesondere in der Botanik bezeichnet, der etwa bei Frühkirschen oder einigen anderen Nutzhölzern bekannt ist, bei früh im Jahr reifenden Himbeeren oder bei manchen Tierarten, wenn sich die Zirbeldrüse ungewöhnlich schnell entwickelt.